# Johann Friedrich von Benkendorf
Johann Friedrich von Benkendorf (* 23. Dezember 1716; † August 1765 in Magdeburg) war ein preußischer Oberstleutnant und Kommandeur des III. Grenadierbataillons.

## Leben
Seine Eltern waren der Ansbacher Geheimrat Johann Achatz von Benckendorf und Ernestine Magdalena von Lengefeld. Sein älterer Bruder war Ludwig Ernst von Benkendorf.
Benkendorf diente zunächst beim württembergischen Militär. Im Jahre 1741 wechselte er in preußische Dienste in das Regiment Nr. 41. 1748 wurde er Stabskapitän und erhielt eine Grenadierkompanie. 1757 wurde er zum Major befördert und erhielt ein Grenadierbataillon. Es wurde aus zwei Kompanien des Infanterieregiments Nr. 41 und zwei des Infanterieregiments Nr. 44 gebildet. Am 24. Mai 1764 wurde er Oberstleutnant, aber am 8. Juni 1765 bereits mit einer Pension von 300 Talern aus dem Militärdienst verabschiedet. Er starb aber noch im August desselben Jahres.
Benkendorf nahm am Zweiten Schlesischen Krieg und am Siebenjährigen Krieg teil. Er konnte sich in den Schlachten von Kolin, Breslau, Leuthen und dem Gefecht bei Görlitz auszeichnen. Er wurde in der Schlacht bei Prag verwundet. Er war beim Sturm auf Schweidnitz und 1760 bei der Verteidigung von Köslin dabei. Die Stadt musste er letztlich als Kommandant dem russischen General Tottleben übergeben.